# リベラ (競走馬)
リベラ（Ribella、1999年 - 2019年）は、トルコの競走馬。2005年にパートIII国（当時）のトルコ調教馬として初めてパートI国アラブ首長国連邦のドバイでブラックタイプの競走に勝利した。

## デビューまで
リベラはアイルランドの牧場で生まれた。1999年、当歳馬のときにアイルランドで開催されたセール（セリ市）でトルコの馬主セルマン・タシュベク（Selman Taşbek）の目に留まるが、入札価格が希望の12,000ポンドに達しなかったため主取り（落札不成立）になった。リベラをあきらめきれなかったタシュベクはセール会場を抜け出して生産者と直接交渉し、11,000ポンドで合意するが、その日が金融機関の開いていない土曜日であったのにかかわらず、30分以内に現金で代金を支払うように条件をつけられた。タシュベクはセール会場にいるトルコ人の馬主や調教師から手持ちの現金を借りて回って11,000ポンドをかき集め、無事にリベラを購入することができた。
イタリアに留学経験のあるタシュベクは、1997年にクスラック賞（トルコオークス）を勝った所有馬ベラオテロ（Bella Otero）の再来のような牝馬になるようにという願いを込めてベラの名前に「もう一度」という意味の「リ（ri-）」をつけ、イタリア語で「反乱」という意味に通じるリベラという名前をつけた。

## 戦績
2歳時にはそれほど目立った成績ではなかったが、地方開催であるイズミルのダート競走で実績を積み、2002年3月にダートで初めて重賞を制した。イスタンブールに凱旋して5月のトルコ国内G1ディシ・タイ・デネメ（トルコ1000ギニー、芝1600m）2着から6月のクスラック賞（トルコオークス、芝2100m）を制してG1を初勝利。6月末のガジ賞（トルコダービー）は内国産馬限定であるためリベラは出走権がなく、その同日に開催されるG2アナファルタラル賞に出走したが、イギリス産の牡馬ディニイェペル（Dinyeper）の2着に敗れた。
次走のG3では1位入線したが、禁止物質が検出されたため降着処分となり、1年間の出走停止を課せられた。以後15か月にわたってレースには出走していない。
4歳秋の2003年11月にブルサで復帰。ブルサからアダナへと地方を転戦するものの当初なかなか勝てなかったが、2004年5月にイスタンブールに戻ってG2イスメット・イノニュ賞、G2ジュベイデ・ハヌム賞を連勝。この年はG1では掲示板どまりだったが年内に重賞を通算4勝した。
明け2005年、6歳になったリベラはグランドエキノクス（Grand Ekinoks）（2003、04年）、ディニイェペル（2004年）に続くトルコから3頭目の挑戦者としてドバイワールドカップカーニバルに参戦。緒戦のハンデキャップ競走4着を経て、2月3日のケープヴェルディステークスに勝利し、トルコ調教馬によるドバイ初勝利を挙げた。3戦目バランシーンステークスでは前走2着のムーンダズル（Moon Dazzle）に雪辱を許し、締めくくりの国際G1ドバイデューティーフリーは9着でドバイ遠征を終えた。
帰国後はジュベイデ・ハヌム賞連覇からG1トルコ首相賞（芝2000m）、G1ファーティフ・スルタン・メフメット賞（芝1600m）を連勝。G1トルコジョッキークラブ賞（芝2400m）こそ古豪グランドエキノクスの2着に敗れたが、成績の最盛期を迎える。
7歳時の2006年以降も現役を続行し、G1には勝てなかったが2008年までの3年間に19走して11勝、2着5回、3着1回と安定した成績を残した。2007年には賞金が大幅に増額されて高額賞金となった国際競走トプカプトロフィー（芝1600m）でサブルル（Sabırlı）の2着に入り、地元勢によるワンツーフィニッシュを決めた。
2008年9月6日の国際競走イスタンブールトロフィー6着を最後に9歳で現役を引退。10月29日にヴェリエフェンディ競馬場で引退式が行われた。生涯収得賞金288万新トルコリラ（引退当時のレートで約2億5000万円）はトルコ調教牝馬の史上最高額であった。

## 引退後
引退後は馬主のセルマン・タシュベクが所有したまま生国アイルランドに戻されて繁殖牝馬となったが、ピロプラズマ症の流行により長らくトルコに再入国できなくなっていた。
入国制限によりアイルランドで出走した初仔ハッレムサルタン（Hurrem Sultan。父ディラントーマス）を除き、産駒はトルコで出走し、2018年に第6仔パードレパドローネ（Padre Padrone。父ザウェイユーアー）がトルコ国内G1のカライェル賞を制した。
トルコへの入国制限が解除されて帰国した後、2019年9月13日に死亡した。

## 血統表
| リベラの血統         | リベラの血統                                  | リベラの血統                  | （血統表の出典）   | （血統表の出典）  |
| 父系                 | ノーザンダンサー系                            | ノーザンダンサー系            | ノーザンダンサー系 | [ § 2 ]           |
| 父 Revoque 1994 鹿毛 | 父の父Fairy King 1982 鹿毛                    | Northern Dancer               | Nearctic           | Nearctic          |
| 父 Revoque 1994 鹿毛 | 父の父Fairy King 1982 鹿毛                    | Northern Dancer               | Natalma            |                   |
| 父 Revoque 1994 鹿毛 | 父の父Fairy King 1982 鹿毛                    | Fairy Bridge                  | Bold Reason        | Bold Reason       |
| 父 Revoque 1994 鹿毛 | 父の父Fairy King 1982 鹿毛                    | Fairy Bridge                  | Special            |                   |
| 父 Revoque 1994 鹿毛 | 父の母La Bella Fontana 1985                   | Lafontaine                    | Sham               | Sham              |
| 父 Revoque 1994 鹿毛 | 父の母La Bella Fontana 1985                   | Lafontaine                    | Valya              |                   |
| 父 Revoque 1994 鹿毛 | 父の母La Bella Fontana 1985                   | Sorabelle                     | Prince Tenderfoot  | Prince Tenderfoot |
| 父 Revoque 1994 鹿毛 | 父の母La Bella Fontana 1985                   | Sorabelle                     | La Belle           |                   |
| 母 Tajarib 1990 芦毛 | 母の父*ラストタイクーン Last Tycoon 1983 鹿毛 | *トライマイベスト Try My Best | Northern Dancer    | Northern Dancer   |
| 母 Tajarib 1990 芦毛 | 母の父*ラストタイクーン Last Tycoon 1983 鹿毛 | *トライマイベスト Try My Best | Sex Appeeal        |                   |
| 母 Tajarib 1990 芦毛 | 母の父*ラストタイクーン Last Tycoon 1983 鹿毛 | Mill Princess                 | Mill Reef          | Mill Reef         |
| 母 Tajarib 1990 芦毛 | 母の父*ラストタイクーン Last Tycoon 1983 鹿毛 | Mill Princess                 | Irısh Lass         |                   |
| 母 Tajarib 1990 芦毛 | 母の母Turkish Treasure 1975 芦毛              | Sir Ivor                      | Sir Gaylord        | Sir Gaylord       |
| 母 Tajarib 1990 芦毛 | 母の母Turkish Treasure 1975 芦毛              | Sir Ivor                      | Attica             |                   |
| 母 Tajarib 1990 芦毛 | 母の母Turkish Treasure 1975 芦毛              | Turban                        | Bagdad             | Bagdad            |
| 母 Tajarib 1990 芦毛 | 母の母Turkish Treasure 1975 芦毛              | Turban                        | Cap And Bells      |                   |
| 母系(F-No.)          | (FN:F1-l)                                     | (FN:F1-l)                     | (FN:F1-l)          | [ § 3 ]           |
| 5代内の近親交配      | Northern Dancer3×4                            | Northern Dancer3×4            | Northern Dancer3×4 | [ § 4 ]           |
| 出典                 | 1. 2. 3. 4.                                   | 1. 2. 3. 4.                   | 1. 2. 3. 4.        | 1. 2. 3. 4.       |

祖母ターキッシュトレジャー（Turkish Treasure）は英チェリーヒントンステークスなど重賞2勝。子孫には本馬のほか、日本に種牡馬として輸入された*マジックミラー、香港クラシックマイルの勝利馬タイバー（Tiber）、米G1スピンスターステークスの勝利馬アシシエンプレ（Asi Siempre）などがいる。母タジャリブ（Tajarib）は本馬の成功後トルコに輸入され、トルコ産の仔の中からデハ（Deha）がトルコ国内G1のファーティフ・スルタン・メフメット賞を制して本馬との姉弟制覇を達成している。